# 韦尔马
韦尔马，是西班牙安达卢西亚自治区哈恩省的一个市镇。总面积250平方公里，总人口6067人（2001年），人口密度24人/平方公里。